# Jelica Belović-Bernadzikowska
Jelica Belović-Bernadzikowska (Osijek, 25. veljače 1870. – Novi Sad, 30. lipnja 1946.), hrvatska etnografkinja, književnica, skupljačica narodnog blaga i novinarka. Pisala je književna djela za djecu i mladež te pedagoške rasprave. Kao novinarka pisala je kazališnu i glazbenu kritiku. Pisala je djela za djecu, objavljivala radove iz etnografije, pedagogije, dječje psihologije i sociologije, prevodila sa stranih jezika.

## Životopis
Rođena je u Osijeku. Otac Jozo Belović bio je gimnazijski profesor iz Crne Gore, a majka Marija (Kata) rođ. Fragnar, osječka Njemica. Osnovnoškolsku naobrazbu stekla u Osijeku, nižu gimnaziju završila kod časnih sestara u Đakovu (1881. – 1885.), a Učiteljsku školu u Zagrebu, višu pedagošku u Beču i Parizu. 
U samostanu milosrdnica upoznala je tehnike ručnoga rada, bogatstvo narodnih nošnji Đakovštine. Od tad skuplja narodne vezove i stvara zbirku koju je obogaćivala cijelog života. Ostala je sa sestrama milosrdnicama, kod kojih je nastavila školovanje u učiteljskoj školi milosrdnica u Zagrebu. Profesori A. Maurović i J. Lang potakli su je neka piše pjesme, a prvu je objavila u Glasniku sv. Josipa. Pripada pripremnom razdoblju hrvatske dječje književnosti u kojem knjige za djecu najčešće pišu učiteljice i učitelji: Ivan Filipović, Franjo Bartuš, Tomislav Ivkanec, Josip Milaković, Stjepan Širola, Milka Pogačić, Jelica Belović Bernadzikowski, Marija Tomšić-Im i dr.
Radila je kao stručna učiteljica i ravnateljica škola u Hrvatskoj i Vojvodini. God. 1896. udala se za poljskog grofa Bernadzikowskog koji je obnašao dužnost višeg suca i odlazi u Sarajevo. Od 1894. do 1907. bila je profesorica Trgovačke škole u Sarajevu, potom dvije godine upraviteljica Više djevojačke škole u Banjoj Luci gdje je i umirovljena. Poslije je ipak nastavila s radom. Osim skupljanja narodnih vezova,  pisala je, putovala i skupljala narodne pripovijetke. Pred rat uredila je almanah Srpkinja, zbog kojega je kad je izbio rat Austro-Ugarske i Srbije morala skloniti se iz Sarajeva u Osijek. Pretkraj rata vratila se u Sarajevo gdje je radila u prosvjeti i uređivala jedan list.
Uredila i katalogom popratila etnografske zbirke u Umjetničko-obrtnom i Trgovačko-obrtnom muzeju u Zagrebu. U nekoliko je europskih gradova priredila izložbe vezova i nošnji. 
Nacisti su 1933. spalili nekoliko njezinih knjiga.
Pisala je za brojne časopise i listove u Hrvatskoj, Srbiji, BiH i Italiji. Od važnijih to su Crvena Hrvatska, Zbornik za narodni život i običaje Južnih Slavena, Almanah hrvatske mladeži, Bosanska vila, Mladi Istran, Narodna prosvjeta, Tršćanski Lloyd i drugi. 

## Djela
- Sto i deset narodnih igara (1890.)
- Iskrice iz svjetske književnosti (aforizmi, 1896.)
- Dječja psihologija današnjeg vremena (1899.)
- Poljsko cvijeće (narodne priče, 1899.)
- Meanderi (1900.)
- Iz mog albuma (1900.)
- Razgovor cvijeća (narodne priče, 1901.)
- Slikanje na drvetu, glini, kamenu, koži i dr. (1901.)
- O prirodi hrvatske vezilačke umjetnosti (1904.)
- Naše kevice (1904.)
- Hrvatska čitma (1905.)
- Album srpskih vezova (1906.)
- Hrvatski narodni vezovi (1906.)
- O razvitku naše narodne tekstilne industrije (1906.)
- O renesansi naše vezilačke umjetnosti (1906.)
- Srpski narodni vez i tekstilna ornamentika (1907.)
- Mlada učiteljica (roman, 1909.)
- Božićnice (narodne pjesme, 1910.)
- Jabuka za dobru djecu u slobodnoj Jugoslaviji (1918.)
- Bijelo roblje (roman, 1923.)
- Jugoslavenski narodni vezovi (1933.)
- Prijevodi i rasprave o pučkom stvaralaštvu južnoslavenskih naroda na njemačkom jeziku.